# Меморіал Латинської Америки

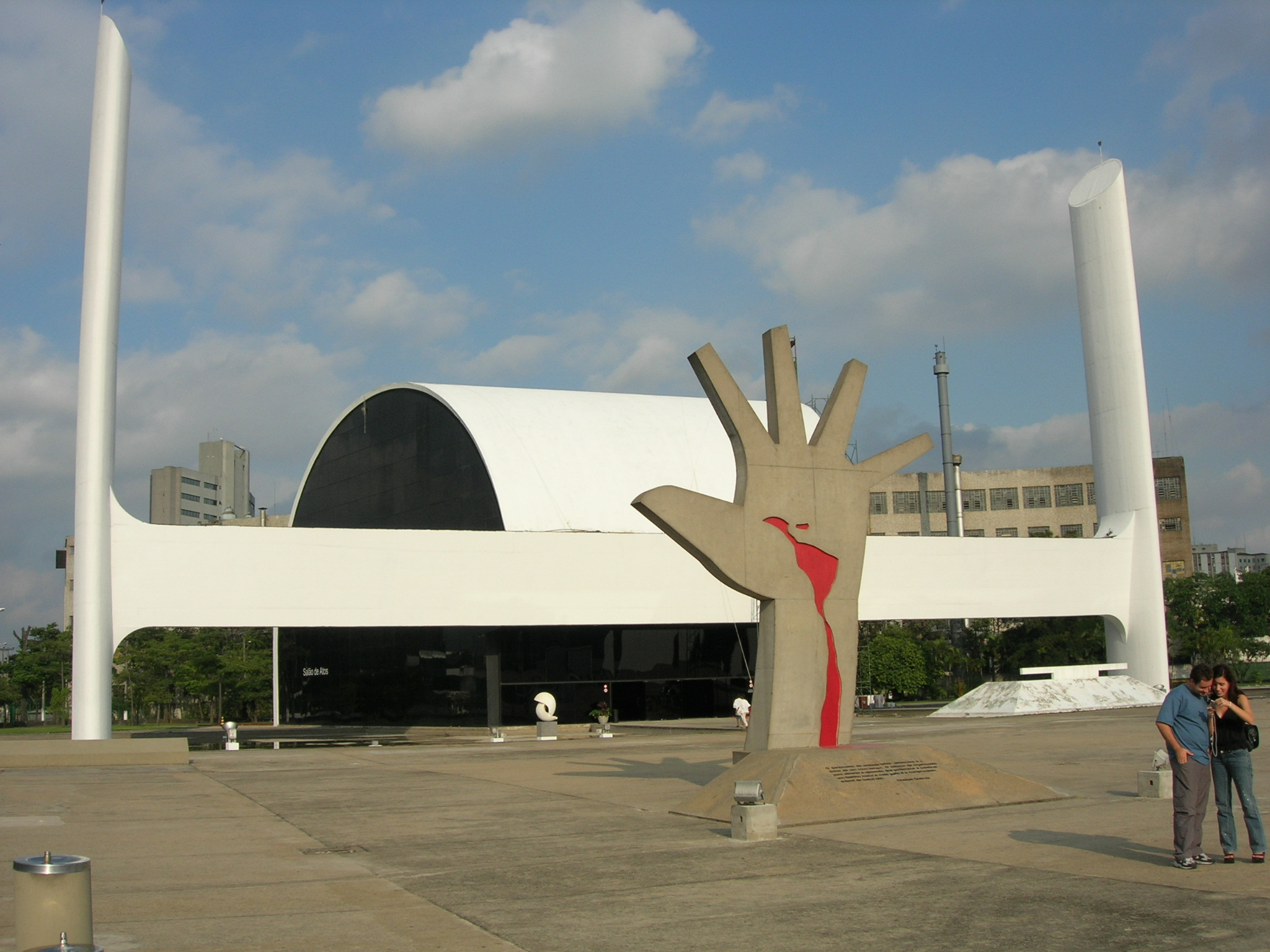
Будівля зала Атос-Тірадентіс

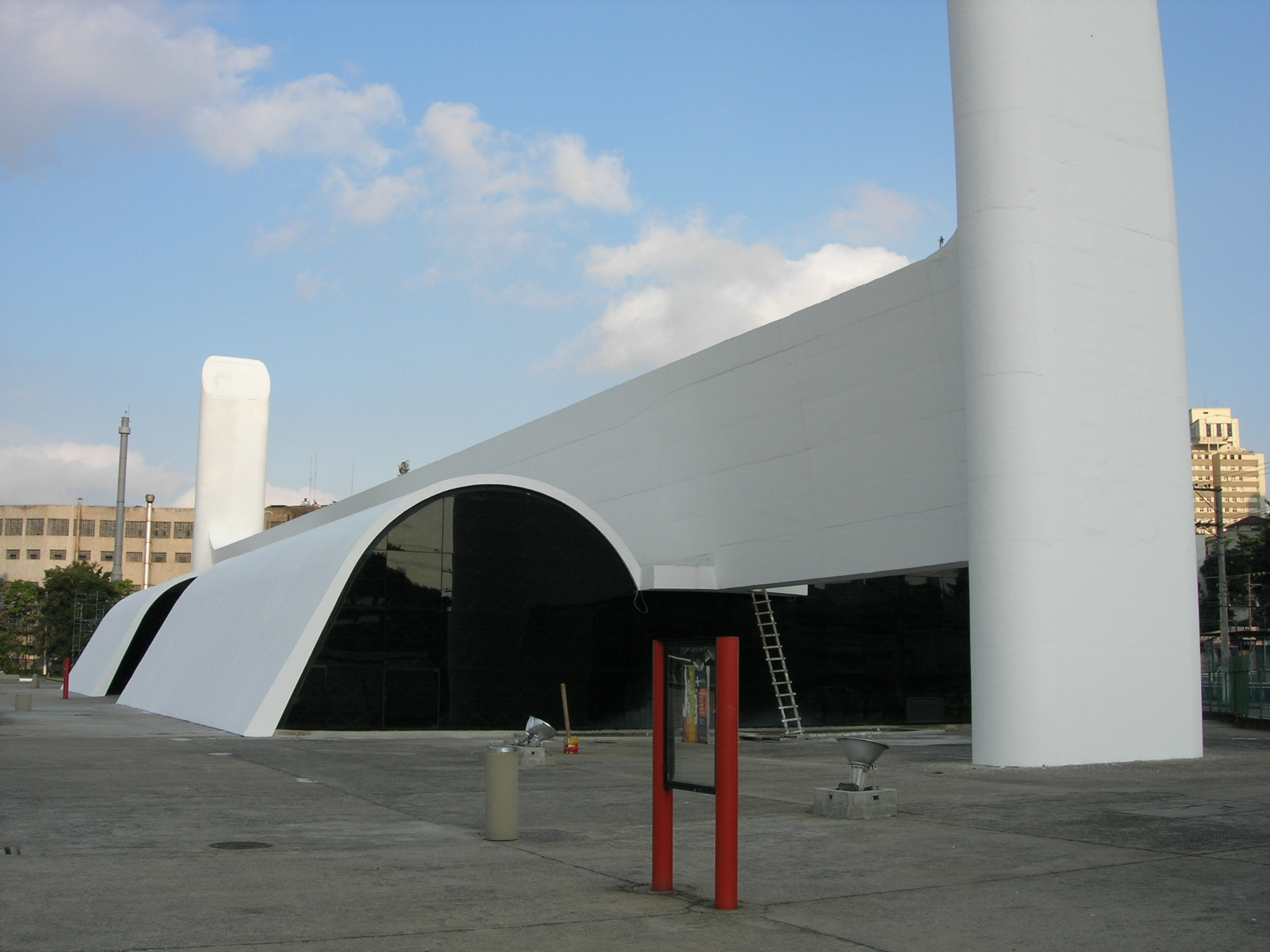
Латинонамриеканська бібліотека Вітора Сівіти

Меморіал Латинської Америки (порт. Memorial da América Latina) — архітектурний комплекс в окрузі Барра-Фунда, Сан-Паулу, площею приміщень 78 тис. м², спроектований архітектором Оскаром Німеєром, одним з найвідоміших бразильських архітекторів, і відкритий 18 березня 1989 року як антропологічний культурний центр.
Комплекс присвячений культурі Латинської Америки та містить театр, галерею мистецтв Марти Траба, бібліотеку Вітора Сівіти і зал Тірадентіс. Тут знаходиться постійна колекція виробів різних країн цієї частини світу, а бібліотека містить книги, газети, журнали, відеоматеріали та документи, що розкривають різноманітні аспекти історії Латинської Америки. Тут проводяться театральні постанови, фестивалі, конференції та інші події, увесь комплекс здатний прийняти одночасно до 30 тис. відвідувачів.

## Виноски
1. ↑  GeoNames — 2005.
2. 1 2 3 4 5  O Memorial
3. ↑  Uma potência chamada São Paulo [Архівовано 22 січня 2009 у Wayback Machine.] Portal do Governo do Estado de São Paulo
4. ↑  Архівована копія. Архів оригіналу за 5 березня 2016. Процитовано 21 березня 2009.{{cite web}}:  Обслуговування CS1: Сторінки з текстом «archived copy» як значення параметру title (посилання)

| Бразилія | Це незавершена стаття з географії Бразилії. Ви можете допомогти проєкту, виправивши або дописавши її. |